# 1. Feldartillerie-Brigade (Deutsches Kaiserreich)
Die 1. Feldartillerie-Brigade  war ein Großverband der Preußischen Armee.

## Geschichte
Die 1. Feldartillerie-Brigade entstand am 16. Juni 1864 in Königsberg durch Trennung der Feldartillerie von der Festungsartillerie, wobei die beiden Teile zu Regimentern zusammengefasst und mit dem ehemaligen Stab der Ostpreußische Artillerie-Brigade Nr. 1 zur neu aufgestellten Brigade formiert wurden.
Am 18. Juli 1872 wurde sie in 1. Feldartillerie-Brigade umbenannt, hatte bis 1918 ihren Sitz in Königsberg und war bis 1899 dem I. Armee-Korps und dann bis 1914 zusätzlich der 1. Division unterstellt.
1874 wurde der Verband der 1. Feld-Artillerie Inspektion und der General-Inspektion der Artillerie unterstellt.
Mit der Allerhöchsten Kabinettsordre vom 7. Mai 1874 wurde die 1872 vorläufig aufgebaute Organisation der Feldartillerie endgültig in Kraft gesetzt, die Bezeichnungen Korpsartillerie und Divisionsartillerie abgelegt und jedem Artillerieregiment eine eigene Nr. zugewiesen.
Am 14. März 1889 wurden die Feldartillerie-Inspektionen aufgelöst und die Brigaden direkt den Armee-Korps unterstellt.
Von 1864 bis 1872 waren der Artillerie-Brigade die Regimenter Ostpreußisches Feldartillerie-Regiment Nr. 1 und Ostpreußisches Festungsartillerie-Regiment Nr. 1 unterstellt.
Im Deutsch-Deutschen Krieg 1866 war die Brigade unter Führung des Generals Hermann Robert Knothe an der Schlacht bei Trautenau sowie an der Schlacht bei Königgrätz beteiligt.
Im Deutsch-Französischen Krieg 1870/1871 wurde die Brigade mit dem Ostpreußischen Feldartillerie-Regiment Nr. 1 an den Kämpfen in Colombey, Servigny, Villers-l’Orme, vor Metz, bei Noisseville und Amiens unter Führung des Generals Maximilian Jungé eingesetzt.
Im Laufe der Jahre wechselten bis zur Kriegsgliederung am 2./17. August 1914 mehrfach die Artillerie-Regimenter.
Während des Ersten Weltkrieges waren der Brigade die Artillerieregimenter 1. Ostpreußisches Feldartillerie-Regiment Nr.16 und 2. Ostpreußisches Feldartillerie-Regiment Nr.52 zugeordnet.
Ab dem 8. März 1918 nannte sich die Brigade Artillerie-Kommandeur Nr. 1 und bestand
neben dem Feldartillerie-Regiment Nr. 16  aus dem 1. Fußartillerie-Regiment Nr. 10.

### Kampfhandlungen, Gefechte und Schlachten im Ersten Weltkrieg
ausführliche Dokumentation unter Gefechtskalender der 1. Division

### Brigadekommandeure
| Name                           | Datum              |
| ------------------------------ | ------------------ |
| Friedrich Wilhelm Eduard Herkt | 16. Juni 1864      |
| Hermann Robert Knothe          | 12. Dezember 1865  |
| Richard von Bergmann           | 2. Mai 1868        |
| Maximilian Jungé               | 6. Januar 1874     |
| Karl von Ribbentrop            | 2. November 1875   |
| Willibald von der Goltz        | 13. März 1877      |
| Rudolf Eggers                  | 15. Juni 1882      |
| Julius von Körber              | 18. September 1886 |
| Emil Weinberger                | 10. Oktober 1886   |
| Karl Nernst                    | 24. März 1890      |
| Bernhard von Pressentin        | 18. November 1893  |
| August Karl Draudt             | 17. Juni 1897      |
| Wilhelm Maschke                | 18. Mai 1901       |
| Felix Schmidt von Stempel      | 21. März 1908      |
| Hermann Klußmann               | 22. März 1910      |
| Günther von Etzel              | 13. September 1912 |
| Kurt Moewes                    | 27. März 1913      |
| Karl Ludwig Gustav Hellwig     | 24. Dezember 1914  |
| William von Zglinicki          | 1. Januar 1915     |
| Curt von Dewitz                | 5. Juli 1918       |
| Walter Schmidt von Schmidtseck | 25. Januar 1919    |